# Dom przy Rynku 6 w Radomiu
Dom przy Rynku 6 w Radomiu – zabytkowy dom z XVIII wieku przy Rynku w Radomiu.
Budynek położony jest w zachodniej pierzei Rynku pod numerem 6 na rogu ul. Szpitalnej. Zbudowany został w XVIII wieku. W dwóch pomieszczeniach na parterze i w sieni zachowało się sklepienie kolebkowe. Od strony ul. Szpitalnej znajduje się oficyna domu pochodząca z XIX wieku. Obiekt wpisany jest do rejestru zabytków Narodowego Instytutu Dziedzictwa pod numerami 754 z 5.05.1972 oraz 225/A/83 z 6.09.1983. Współcześnie w budynku mieści się hostel i pub „Rynek 6”. W materiałach budynek jest określany zarówno jako „dom”, jak i „kamienica”.